# Каршауи, Сакина
Сакина Каршауи (фр. Sakina Karchaoui; род. 26 января 1996, Салон-де-Прованс) — французская футболистка, защитница клуба «Пари Сен-Жермен» и национальной сборной Франции.

## Клубная карьера
Родители Каршауи родом из Марокко, сама она родилась и выросла во французском Провансе. Футболом начала заниматься в Мирамасе, сперва играла на улице с мальчиками, позднее присоединилась к местному клубу для девочек. В 2009 году она перевелась в молодёжную команду профессионального клуба «Монпелье», с которой дважды выигрывала чемпионат Франции среди девушек до 19 лет. 18 ноября 2012 года 16-летняя Каршауи дебютировала за первую команду в чемпионате Франции, отыграв весь матч с клубом «Венденайм». С 2014 года новый главный тренер первой команды Жан-Люк Саэс стал давать Сакине больше игрового времени в основном составе. Так, в сезоне 2013/14 она сыграла шесть матчей, в следующем — уже 12. Каршауи начинала играть на позиции опорного полузащитника, позднее сместилась на левый фланг обороны, благодаря высокой скорости и хорошему дриблингу часто действовала в роли латераля.
В январе 2015 года, накануне своего 19-летия, Каршауи заключила с «Монпелье» свой первый профессиональный контракт. Она закрепилась в основном составе «Монпелье» и стремительно прогрессировала, вскоре проявив себя как одна из лучших фланговых защитниц в чемпионе Франции. Дважды, в 2015 и 2016 годах, Сакина помогала команде дойти до финала Кубка Франции, по итогам сезона 2016/17 была признана лучшим молодым игроком женского чемпионата Франции.
24 июня 2020 года Каршауи, получившая статус свободного агента после истечения её контракта с «Монпелье», заключила годичное соглашение с клубом «Лион». Поскольку из-за пандемии COVID-19 матчи плей-офф Лиги чемпионов УЕФА сезона 2019/20 были отложены на лето, Сакина смогла принять участие в них участие и помогла своему новому клубу выиграть трофей. Сезон 2020/21 в составе «Лиона» для Каршауи получился неоднозначным. Клуб впервые за пятнадцать лет не смог выиграть чемпионат Франции и остался вообще без трофеев, однако сама Сакина играла на высоком уровне и по итогам сезона была включена в символическую сборную чемпионата по версии Союза профессиональных футболистов Франции. В июне 2021 года Каршауи сообщила, что покидает «Лион» в связи с завершением контракта.
Сообщалось, что летом 2021 года с Каршауи вёл переговоры английский «Челси», однако 10 июля она заключила трёхлетний контракт со столичным «Пари Сен-Жермен». В своём первом сезоне в составе парижского клуба Каршауи стала обладательницей Кубка Франции и во второй раз подряд была включена в символическую сборную чемпионата страны.

## Сборная
С 2012 года Каршауи выступала за юношеские сборные Франции, начиная с команды девушек до 17 лет. В 2015 году она играла на чемпионате Европы среди девушек до 19 лет. В 2016 году стала серебряным призёром чемпионата мира среди девушек до 20 лет.
11 апреля 2016 года Сакина дебютировала во взрослой сборной Франции, отыграв весь матч отборочного турнира к чемпионату Европы с командой Украины. В августе 2016 года она провела два матча на Олимпийских играх. В 2017 году со сборной Франции Каршауи победила в товарищеском турнире SheBelieves Cup, а также сыграла на чемпионате Европы.
В мае 2019 года Каршауи была включена в заявку сборной на домашний чемпионат мира. Её команда дошла до четвертьфинала, где уступила будущим чемпионкам из США. В 2022 году в составе сборной Сакина дошла до полуфинала чемпионата Европы.

## Достижения
Командные
- Победительница Лиги чемпионов УЕФА: 2019/20
- Обладательница Кубка Франции: 2021/22
- Серебряный призёр чемпионата Франции (2): 2016/17, 2021/22
- Финалистка Кубка Франции (2): 2014/15, 2015/16

Сборная
- Финалистка чемпионата мира сред девушек до 20 лет: 2016

## Статистика
| Выступление      | Выступление      | Выступление      | Чемпионат | Чемпионат | Кубки | Кубки | Еврокубки | Еврокубки | Итого | Итого |
| Клуб             | Лига             | Сезон            | Игры      | Голы      | Игры  | Голы  | Игры      | Голы      | Игры  | Голы  |
| ---------------- | ---------------- | ---------------- | --------- | --------- | ----- | ----- | --------- | --------- | ----- | ----- |
| Монпелье         | I                | 2012/13          | 1         | 0         | 0     | 0     | —         | —         | 1     | 0     |
| Монпелье         | I                | 2013/14          | 6         | 0         | 0     | 0     | —         | —         | 6     | 0     |
| Монпелье         | I                | 2014/15          | 12        | 0         | 6     | 0     | —         | —         | 18    | 0     |
| Монпелье         | I                | 2015/16          | 20        | 1         | 6     | 1     | —         | —         | 26    | 2     |
| Монпелье         | I                | 2016/17          | 17        | 0         | 2     | 0     | —         | —         | 19    | 0     |
| Монпелье         | I                | 2017/18          | 22        | 0         | 4     | 0     | 6         | 0         | 32    | 0     |
| Монпелье         | I                | 2018/19          | 22        | 2         | 1     | 0     | —         | —         | 23    | 2     |
| Монпелье         | I                | 2019/20          | 16        | 3         | 3     | 1     | —         | —         | 19    | 4     |
| Монпелье         | Итого            | Итого            | 116       | 6         | 22    | 2     | 6         | 0         | 144   | 8     |
| Лион             | I                | 2019/20          | —         | —         | —     | —     | 3         | 0         | 3     | 0     |
| Лион             | I                | 2020/21          | 18        | 0         | 1     | 0     | 5         | 0         | 24    | 0     |
| Лион             | Итого            | Итого            | 18        | 0         | 1     | 0     | 8         | 0         | 27    | 0     |
| Пари Сен-Жермен  | I                | 2021/22          | 19        | 2         | 5     | 1     | 9         | 1         | 33    | 4     |
| Всего за карьеру | Всего за карьеру | Всего за карьеру | 153       | 8         | 28    | 3     | 23        | 1         | 204   | 12    |